# Bortolo Foratti
Bartolomeo Giuseppe Foratti, detto Bortolo (Montagnana, 19 luglio 1845 – Montagnana, 21 febbraio 1911), è stato un avvocato, imprenditore e politico italiano.

## Biografia
Laureato in giurisprudenza compie il tirocinio della professione forense per poi dedicarsi a tempo pieno alla vita politica. Nel 1880 è sindaco del comune di Megliadino San Fidenzio, carica che mantiene per venticinque anni. 
Alla morte del sindaco di Montagnana viene chiamato a coprire anche questo incarico, e più o meno nello stesso periodo viene eletto al consiglio provinciale di Padova, dove siede fino al 1908 cumulando le cariche di vice-presidente e presidente. Nello stesso anno viene nominato senatore a vita.